# Edith and the Kingpin

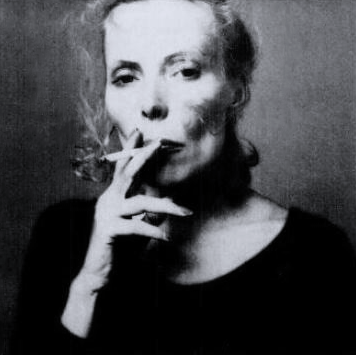
Joni Mitchell (1975)

Edith and the Kingpin ist eine Jazz-Ballade von Joni Mitchell aus dem Album The Hissing of Summer Lawns. Sie wurde auch 1980 auf dem Live-Album Shadows and Light gespielt.
Der Titel wurde von rund 60 anderen Musikern gecovert, so von Elvis Costello, George Michael und Herbie Hancock auf River: The Joni Letters.

## Text
Die Ballade erzählt eine melancholische Geschichte über Edith, die sich von einem Kleinstadt-Zuhälter, dem Kingpin (die Nummer eins), erobern lässt, die Nacht mit ihm verbringt und darüber nachdenkt.
Edith wurde in diesem Song von Édith Piaf inspiriert. In einem Interview mit dem Mojo Magazin im Februar 2008 sagte Joni Mitchell: 

„Manchmal schreibt man über genau das, was man gesehen hat, aber manchmal nimmt man etwas, das hier passiert ist, und setzt es mit etwas zusammen, das dort passiert ist. In 'Edith And The Kingpin' stammt ein Teil von einem Zuhälter aus Vancouver, den ich traf, und ein Teil von Edith Piaf. Es ist ein Hybrid, aber alles zusammen ergibt eine ganze Wahrheit.“

## Rezeption
David Cavanagh von Musikzeitschrift Uncut schrieb 2017 über das Album und den Song:

„Ihre "lyrischen Porträts aus der dritten Person von beschädigten und unsympathischen Charakteren", wie Elvis Costello sie einmal nannte, beginnen sich nun bemerkbar zu machen. Sie verändern den Ton des Albums komplett, und mit ihnen verschwindet jede realistische Aussicht auf ein weiteres Singer-Songwriter-Bekenntnis. Was genau tritt an ihre Stelle - eine kalte Abgeklärtheit? Eine raffinierte Eleganz? Eine Kunst, die so rar ist, dass manche Menschen nicht darauf reagieren, während andere nicht aufhören können, eine Überdosis davon zu nehmen? - ist seit vier Jahrzehnten Gegenstand von Debatten.
Ein Beispiel: Edith, in der letzten Nacht von einem Gangsterboss erwählt, erwacht in seinem Bett mit einem Lied, das ihr durch den Kopf geht. Der Titel entzieht sich ihr, aber ihre Gedanken kreisen schnell um den Mann an ihrer Seite. Sie hat den Wettbewerb gewonnen, sein Preis für den Abend zu sein, indem sie sich gegen die Konkurrenz älterer Mädchen durchsetzte, und das kriminelle Imperium, das er leitet, steht für sie nicht zur Debatte. Sie blickt ihm über das Kissen hinweg in die Augen. Als der Song endet, scheint Mitchell anzudeuten, dass sie genauso amoralisch und verzweifelt ist wie er: ein perfektes Unterwelt-Paar. "Sie wissen, dass sie es nicht wagen, wegzuschauen", singt sie und hält eine der längsten Noten des Albums so lange, wie die beiden starren können, ohne zu blinzeln. Und das ist mit Sicherheit eine Art, "Edith And The Kingpin" zu hören.“

## Besetzung
- Joni Mitchell – Gesang, akustische Gitarre
- Joe Sample – E-Piano[9]
- Wilton Felder – Bassgitarre
- John Guerin – Schlagzeug
- Larry Carlton – E-Gitarre

- Chuck Findley – Trompete
- Bud Shank – Saxophon und Flöte